# Belagerung von Belgrad (1739)
Die Belagerung von Belgrad war 1739 ein Teil der Auseinandersetzung des Russischen Reiches mit dem Osmanischen Reich, wobei die Österreicher 1737 auf russischer Seite eingriffen.

## Vorgeschichte
Am 23. Juli 1739 wurde der österreichische Feldmarschall Georg Olivier von Wallis vom Pascha Humbaracı Ahmet Paşa bei Grocka vernichtend geschlagen. Die Reste seiner Armee mussten sich hinter Belgrad zurückziehen. Aber die geschickten Manöver des Großwesirs veranlassten Wallis sich auch von Belgrad zurückzuziehen.

## Ablauf
Kaum war die österreichische Armee abgerückt, erschien die türkische Armee am 26. Juli 1739 vor den Toren der Stadt. Vier Tage später waren die Vorstädte verbrannt und die Janitscharen eröffneten die Laufgräben. In Belgrad wurde 15.000 Mann unter Feldmarschall-Lieutenant August Jakob Heinrich von Suckow eingeschlossen, allerdings mit großen Vorräten an Munition und Nahrungsmittel. Dennoch verhandelte Wallis mit dem Großwesir über eine Kapitulation, denn FML Suckow hatte an den Feldmarschall gemeldet, dass die Werke in keinem guten Zustand seien. Wallis sah in der Übergabe wohl auch die Möglichkeit, den Krieg zu beenden.
Der Kaiser schickte aber zunächst FML Samuel von Schmettau nach Belgrad, der dort am 22. August ankam. Das schien die Moral der Verteidiger zu stärken, aber bereits am 18. August war FML Wilhelm Reinhard von Neipperg zu Verhandlungen in das türkische Lager geschickt worden. Beteiligt war auch der französische Gesandte Louis Sauveur Villeneuve. Er kam am 1. September mit dem Vorvertrag zum Frieden von Belgrad. Am 18. September wurde der Vertrag dann unterschrieben. Der Vertrag sollte 27 Jahre gelten und wurde am 2. Oktober 1739 von Kaiser Karl VI. unterzeichnet. Österreich musste die Gewinne aus dem Frieden von Passarowitz von 1718 fast zur Gänze zurückgeben und konnte nur das Temeswarer Banat und die Festung Mehadia behalten. Die Angst der Beamten und Fürsten ließ Österreich auch auf die wichtige Festung Belgrad verzichten. Noch im gleichen Jahr trat auch Russland dem Vertrag bei, der ihm den Besitz von Asow bestätigte.
Frankreich wurde Garantiemacht des Vertrages.